# Bitwa przasnyska
Bitwa przasnyska (w literaturze rosyjskiej także operacja przasnyska) – bitwa stoczona w dniach 18 lutego – 26 marca 1915 roku na froncie wschodnim w czasie I wojny światowej.
Po wygranej bitwie pod Tannenbergiem i przekształceniu się wojny na Zachodzie w wojnę pozycyjną, dowództwo niemieckie zdecydowało, że główne walki w 1915 roku odbędą się na froncie wschodnim. Miasto Przasnysz, położone na głównym trakcie łączącym Królewiec z Warszawą, zyskało na znaczeniu militarnym jako miejsce przełamania frontu przez 8 Armię niemiecką z zamiarem kontynuowania natarcia na Warszawę. Plan nie powiódł się i po pierwszych sukcesach wojska niemieckie zostały przez Rosjan odparte.

## Przed bitwą
Przed rozpoczęciem walk wojska niemieckie składały się z korpusów: Zastrowa, Dickuhta i Morgena, w składzie: 1 i 36 rezerwowa dywizja piechoty, wchodzących w skład grupy armijnej von Gallwitza. Dodatkowo oddziały XX korpusu w składzie: 75. brygada, 1. dywizja rezerwowa gwardii gen. Albrechta, 37. dywizja piechoty gen. Staabsa, 2. dywizja kawalerii gen. von Neuburga, 9. i 21. brygada Landwehry i austro-węgierska 3. dywizja kawalerii.

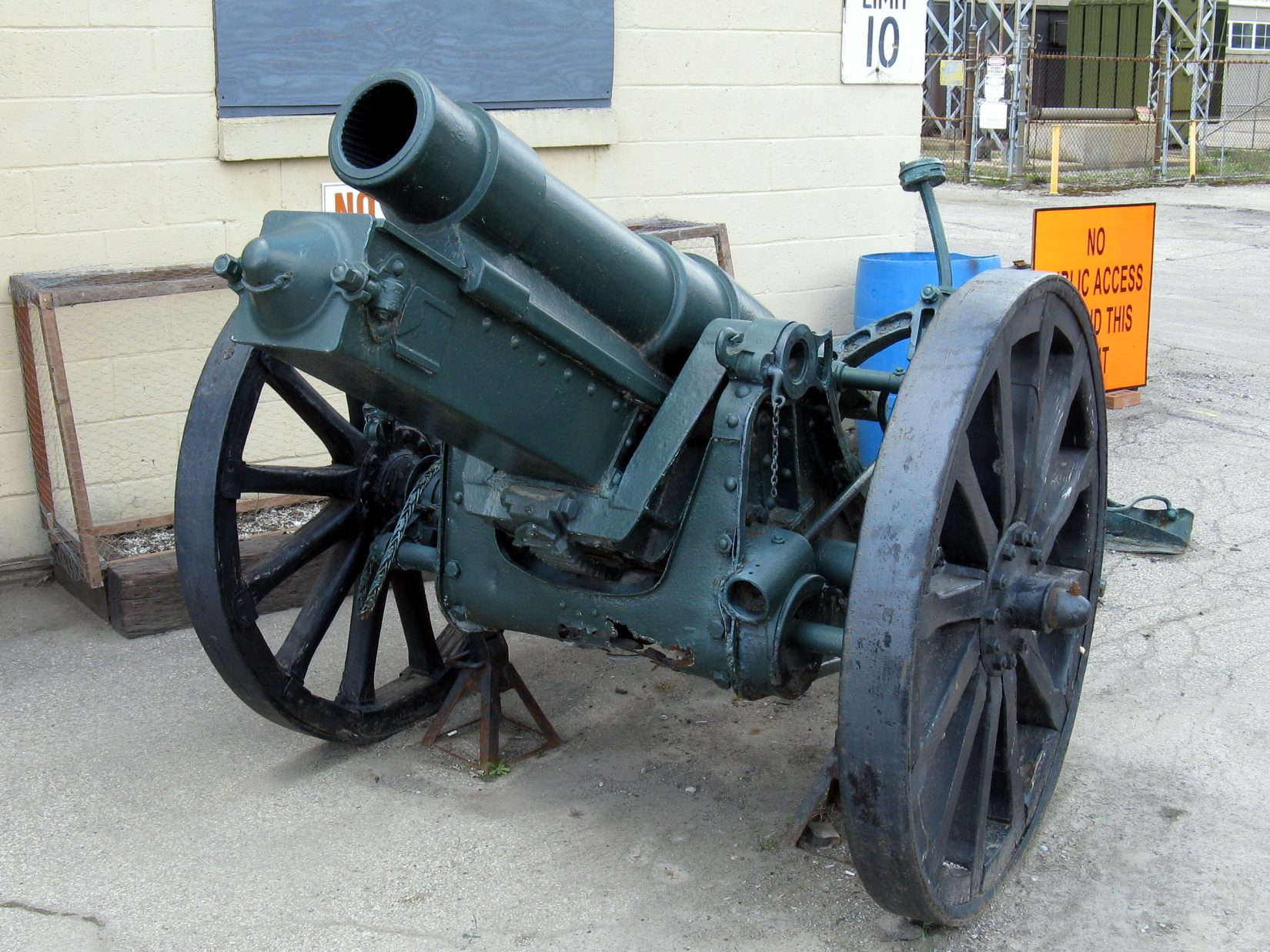
Niemiecka ciężka haubica polowa 15 cm s.F.H.02 używana w walkach pod Przasnyszem

Skład sił rosyjskich przedstawiał się następująco: I Korpus Turkiestański, korpusy XIX i XVII, korpus kawalerii gen. Orańskiego i konnica gen. Erdeli, usuryjska konna brygada i 1. dywizja kawalerii gen. Chimicza.

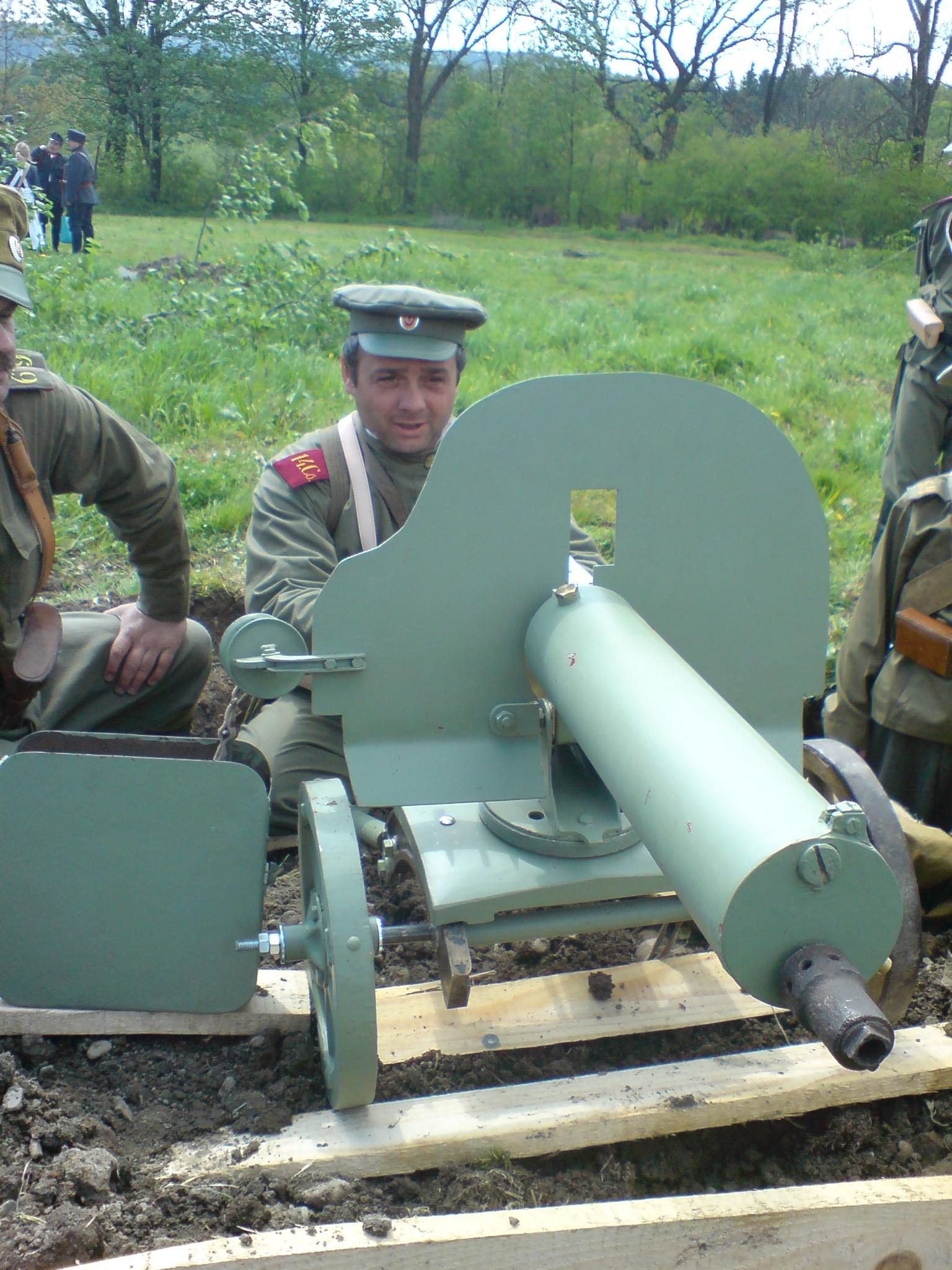
Karabiny maszynowe były postrachem oddziałów piechoty. Na zd. Karabin Maxim m1910 używany przez wojska rosyjskie pod Przasnyszem

W chwili rozpoczęcia działań Niemcy mieli dwukrotną przewagę w piechocie, w postaci trzech korpusów przeciw półtora korpusu. W dodatku Rosjanie mieli słabszą artylerię i cierpieli na brak amunicji. W trakcie walk otrzymali posiłki w postaci dwóch korpusów piechoty (I i II Korpus Syberyjski), co dało niewielką przewagę Rosjanom w stosunku 5 do 4 korpusów. Rosjanie posiadali dobrze rozbudowany skład obronny miasta w postaci fortyfikacji polowych z gęstymi zasiekami.

## Pole bitwy
Pomijając miasto Przasnysz, tereny działań to pagórkowata równina, obniżająca się w kierunku południowym. Przepływają przez nią dopływy rzek Wisły i Narwi. Doliny tych rzek mają szerokość 1–3 km, miejscami bagniste. Z rzek przepływających przez teren walk, jedną z ważniejszych strategicznie był Orzyc z błotnistą doliną o szerokości do 1 km, a od Chorzel szerokość dochodzi do 5–6 km, rzeka rozdziela się na wiele odnóg i dlatego stwarza poważną przeszkodę dla ewentualnej przeprawy. Dopływ Orzyca, Węgierka przepływa przez Przasnysz. Lewy dopływ Węgierki, rzeczka Morawka, przecinała pozycje obu przeciwników. Zarówno Węgierka, jak i Morawka, miały doliny szerokości 1–2 km. Pozostałe rzeki nie miały dużego znaczenia, wszystkie płyną z północy na południe, równolegle do kierunków działań stron. Wzgórza niewysokie, większość z płaskimi zboczami, wierzchołki często służyły za punkty obserwacyjne. Gleba w rejonie działań gliniasta, w okresie opadów i roztopów zamieniała się w błoto, oblepiające nogi i koła pojazdów, hamując tempo działań. W rejonie działań była dość dobrze rozwinięta sieć drogowa, ale większość dróg była gruntowa, i znajdowała się w złym stanie z małą ilością mostów. Dodatkowo, w trakcie walk nastąpiła odwilż co znacznie utrudniło działania (głównie zaopatrzenia).

## Atak niemiecki (18–25 lutego)

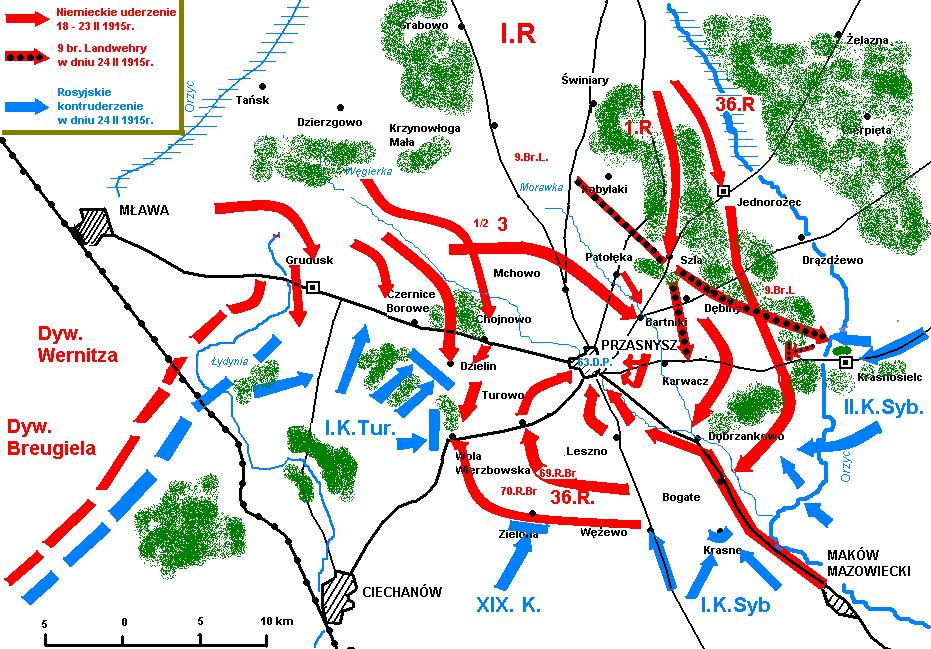
Szturm niemiecki na Przasnysz w dniach 18–24 II

W lutym trwały ciężkie walki między 10 Armią rosyjską a 8 i 10 Armią niemiecką w czasie tzw. Operacji Augustowskiej której skutkiem było rozbicie XX korpusu rosyjskiego. W tym czasie Niemcy zabezpieczyli prawą flankę (Włocławek-Mława-Przasnysz-Pisz-Osowiec) zajmując pozycje dogodne do okrążenia armii rosyjskich w Królestwie Polskim. 10 lutego korpus gen. Dickuhta zaatakował lewą flankę 1 Armii rosyjskiej w kierunku na Drobin i Raciąż wsparty przez 1. dywizje gwardii i 12 lutego zdobył Sierpc. 14 lutego osiągnięto linię Drobin-Raciąż ostatecznie odrzucając I korpus konny i grupę kawalerii gen. Erdeli, tego dnia gen. von Gallwitz przeniósł swój sztab do Działdowa.

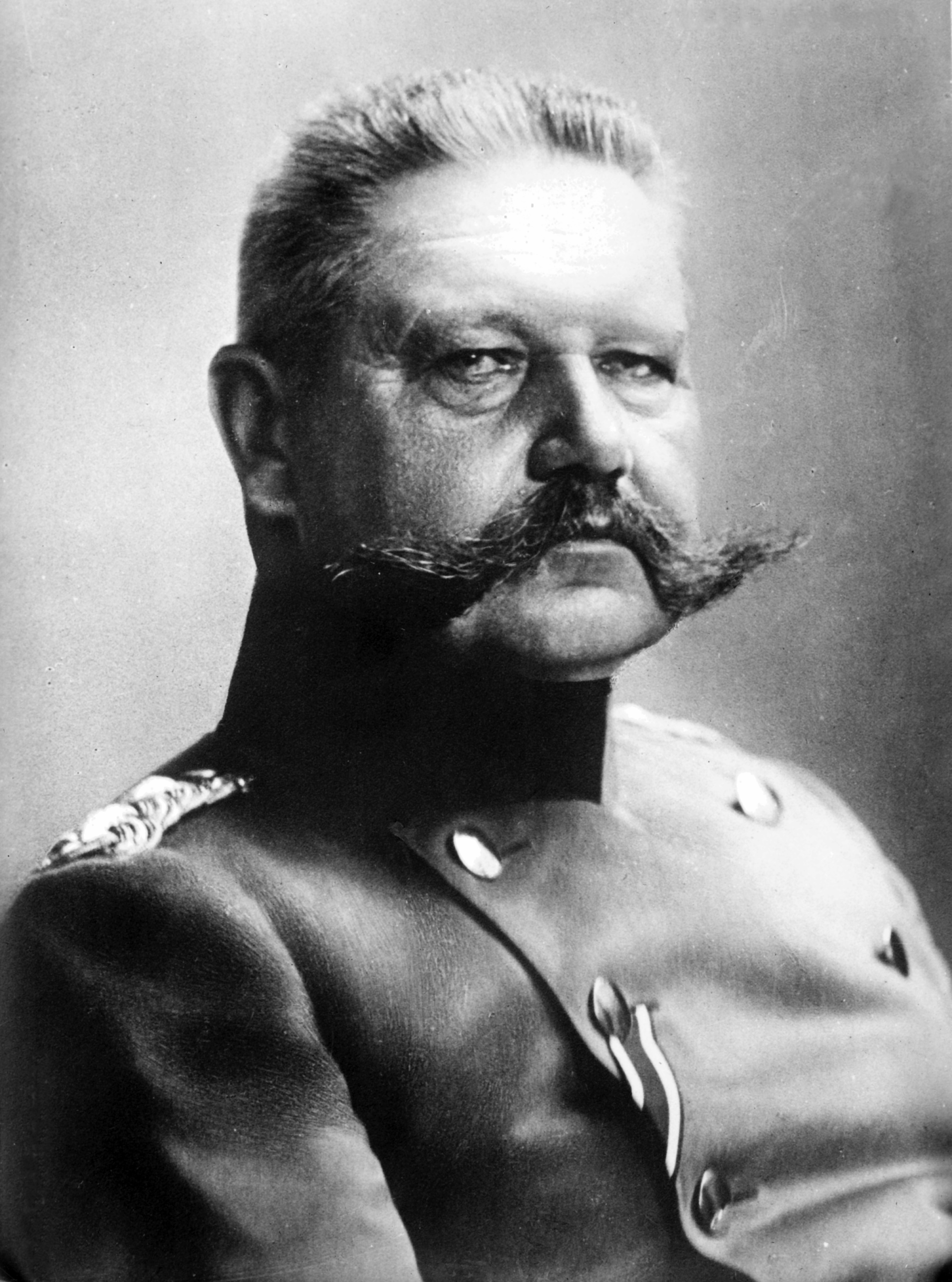
Paul von Hindenburg – głównodowodzący wojskami niemieckimi na wschodzie

17 lutego Rosjanie nieudanie zaatakowali 1. dywizję gwardii z kierunku Ciechanowa ponosząc duże straty. W czasie niemieckiego uderzenia w kierunku Chorzel wzięto do niewoli 28 tys. jeńców rosyjskich, poza tym Rosjanie stracili 6 ckm-ów. Jednak grupie gen. Staabsa przeprawy na wschód od Jednorożca zdobyć się nie udało, doszedł jedynie do Orzyca. Gen. Litwinow dowodzący 1 Armią zlekceważył (pomimo iż I Korpus Turkiestański zdając sobie sprawę z zagrożenia zmienił front obsadzając linię Szczuki-Golany) działania w kierunku przasnyskim, informacji o sytuacji nie posiadała też Stawka. Wynikiem tego nie sformowano 12 Armii.

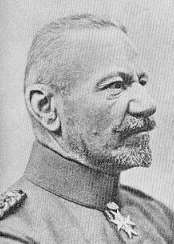
Max von Gallwitz – dowódca wojsk niemieckich w walkach pod Przasnyszem

Głównodowodzący niemieckim frontem wschodnim uznał, że atak na wschód od Przasnysza będzie skuteczniejszy i rozkazał okrążenie Przasnysza. 18 lutego gen. Gallwitz wydał rozkaz I Korpusowi Rezerwowemu aby ten większymi siłami obszedł od wschodu Przasnysz i 20 lutego zaatakował tyły I Korpusu Turkiestańskiego a dywizja piechoty gen. Wernitza z korpusu Zastrowa miała obejść Przasnysz od zachodu
21 lutego nastąpiło ocieplenie. Wojska Niemieckie miały wyraźne kłopoty z transportem i zaopatrzeniem i zrezygnowały z izolowania miasta wyznaczając I Korpus Rezerwowy do zdobycia Przasnysza jako ważnego węzła drogowego. W Przasnyszu znajdowała się 63. rez. Dywizja Piechoty pułkownika Barybina i to do niej należała obrona miasta, która się nie powiodła i została odrzucona na prawym skrzydle przez 36. Dywizję Piechoty. Dywizja Wernitza przecięła drogę Przasnysz-Mława, dowiedziawszy się o tym książę Mikołajewicz (zdając sobie sprawę z zagrożenia jakim mogło być wyjście armii niemieckiej na Narew), wydał rozkaz gen. Ruzskiemu by doprowadzić do szybkiego przeciwnatarcia. W trudnej sytuacji znalazła się 37. Dywizja Piechoty obsadzona przez Niemców na wschodzie, lecz po nadejściu posiłków składających się z 9. brygady Landwehry w okolice Szli zdołano utrzymać front.

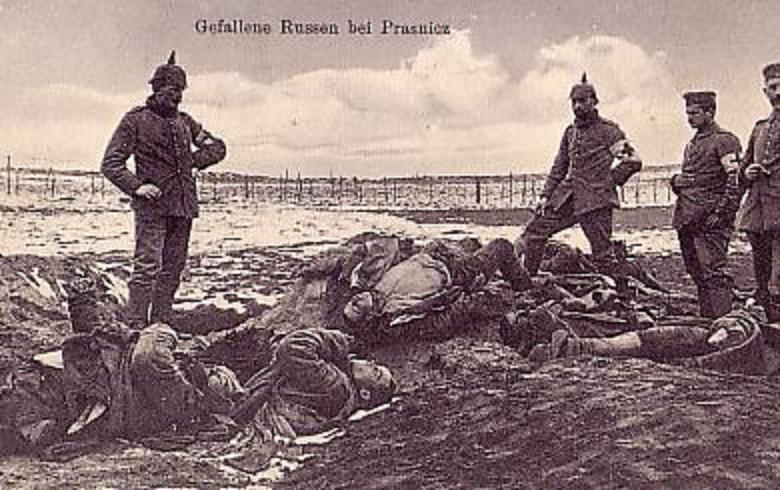
Żołnierze rosyjscy polegli pod Przasnyszem. Zb. Mirosław Krejpowicz

22 lutego dowódca I Korpusu Turkiestańskiego przemieścił prawe skrzydło w południową stronę od Woli Wierzbowskiej by zabezpieczyć Ciechanów. 23 lutego doszło do spotkania dywizji gen. Wernitza z I Korpusem Rezerwowym, tego samego dnia Przasnysz został zaatakowany i Niemcy zajęli część miasta od południowej strony. Broniąca się 63. Dywizja Rezerwowa nie zdołała utrzymać garnizonu i po ciężkich walkach dnia 24 lutego Niemcy zajęli zniszczone miasto biorąc do niewoli ok. 10 000 żołnierzy w tym 57 oficerów i zdobywając 36 dział i 14 ckm-ów. W czasie walk zniszczono ogniem artyleryjskim cerkiew, ponieważ jej wieża służyła jako rosyjski punkt obserwacyjny.

## Odbicie miasta przez Rosjan (25–28 lutego)

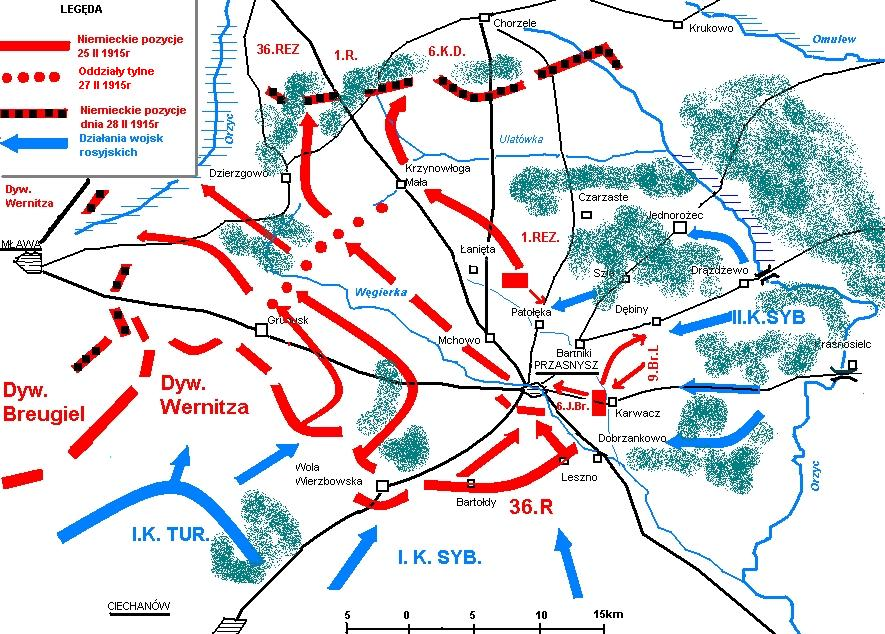
Rosyjskie kontruderzenie I i II Korpusu Syberyjskiego w dniach 25–28 II

Dowództwo Stawki niezadowolone upadkiem miasta wydało rozkaz gen. Ruzskiemu aby powstrzymywać ataki przeciwnika i zadawać mu jakiekolwiek straty do czasu kontruderzenia, wynikiem tego gen. Plehwe wydał rozkaz dowodzącemu II Korpusem Syberyjskim atakowania oddziałów niemieckich od tyłu w celu przejęcia komunikacji nieprzyjaciela na odcinkach północ i północny wschód. 5. dywizja syberyjska miała atakować na odcinku Szla – Bartniki a 4. dywizja syberyjska odcinek Bartniki – Przasnysz i razem z I Korpusem Syberyjskim otoczyć Niemców.

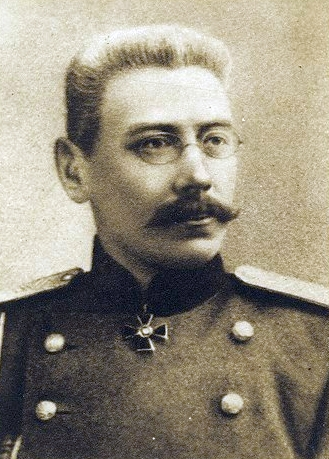
Generał Nikołaj Władymirowicz Ruzskij – głównodowodzący rosyjską Armią Północną

25 lutego I Korpus Syberyjski zmusił 36. rezerwową Dywizję Piechoty do odwrotu i doszedł 8 km na południe od Przasnysza. I Korpus Turkiestański osiągnął linię Zielona – Wola Wierzbowska przy pomocy części XIX Korpusu a II Korpus Syberyjski pokonując 9. brygadę Landwehry doszedł napierając przez Karwacz do Bartnik znajdując się w pozycji zagrażającej flance niemieckiego I Korpusu Rezerwowego. W tym czasie atakująca razem z piechotą konnica rosyjska natknęła się na 6. baterię artylerii będącą w marszu. Widząc konnicę obsługa dział rozeszła się w popłochu pozostawiając armaty na ziemi niczyjej, których nie przejęła także konnica biegnąc dalej. Następnego dnia jeden z żołnierzy obsługi, Heinrich Muller, którego uważano za zaginionego przyprowadził do pułku trzy armaty relacjonując:

Pozostawiono mnie u piechoty w Lesznie, ponieważ zrobiło mi się żal naszych dobrych dział, które właśnie teraz powinni dopaść Rosjanie. Za Lesznem rozłożyła się obozem bateria 36. rezerwowego pułku artylerii. Zameldowałem dowódcy baterii, że muszę jeszcze sprowadzić nasze 10-centymetrowe armaty i poprosiłem go o cztery pojazdy z przyczepą. Po krótkiej krzątaninie obiecał mi i załatwił kilku piechurów jako załogę towarzyszącą. O godzinie 23.00 mieliśmy zabezpieczone trzy działa i przodek działowy czwartego. Rosjanie najpierw strzelali, gdy wykazywaliśmy aktywność, ale z racji ciemności nie trafili. Naszego czwartego działa bez przodka działowego nie udało się uratować. Dlatego podpełznąłem z dwoma piechurami przez lasek na brzuchu na tyły rosyjskich stanowisk i około 40 metrów dalej, przez okopy wypełnione po kolana śnieżną breją, aż do armaty. Zdjęliśmy z niej jej przyrządy celownicze oraz iglicę i rozpoczęliśmy odwrót. Rosjanie silnie nas ostrzeliwali, ale nie trafili.

Tego dnia I Korpus Syberyjski zdobył Dobrzankowo biorąc dwa tysiące jeńców i zdobywając 20 dział. I Korpus Turkiestański pokonując obronę składającą się z Dywizji Wernitza i 36. Rezerwowej Dywizji Piechoty dotarł do Golan.
Szturm miasta rozpoczął się wcześnie rano 27 lutego. Do godz. 15.30 oddziały 1. Dywizji Syberyjskiej (z I Korpusu Syberyjskiego) przedarły się do wschodnich peryferii miasta, biorąc do niewoli wielu jeńców. O godz. 10-ej rano 4. Dywizja Syberyjska (z II Korpusu Syberyjskiego), atakująca od północy, wschodu i południa wdarła się do miasta, biorąc jeńców i zdobycz (ok. 1500 jeńców i 6 karabinów maszynowych). Do godz. 19 miasto zostało całkowicie opanowane przez Rosjan.

Tego samego dnia gen. Galwitz wydał rozkaz odwrotu na Janowo. W tym samym dniu 1. Dywizja Syberyjska razem z 4. D.S. po ciężkich walkach wyparła wojska niemieckie wieczorem z miasta biorąc 5000 jeńców i zdobywając 3 armaty. Pozostałe oddziały niemieckie późnym wieczorem wycofały się w kierunku granicy na pozycje nad rzeką Orzyc i na południe od Chorzel, nękane przez kozaków i samochody pancerne.

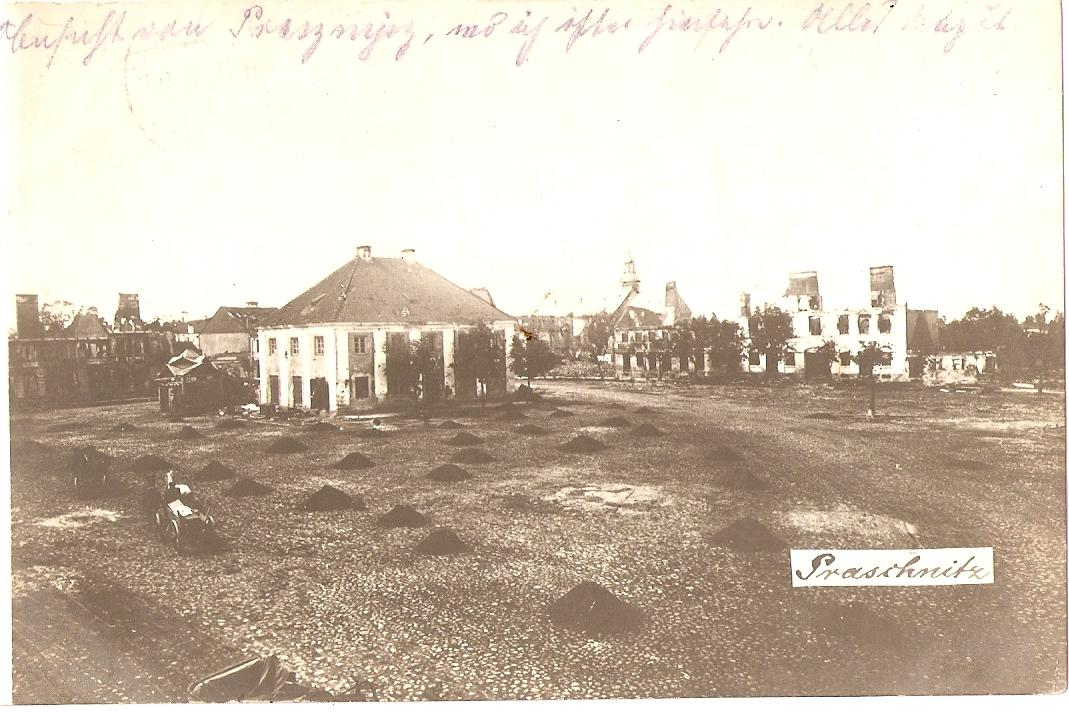
Rynek miejski w Przasnyszu w tle budynki zniszczone w wyniku działań wojennych Zb. Mirosław Krejpowicz

28 lutego Rosyjska Kwatera Główna wydała komunikat o zakończeniu operacji, pobiciu dwóch niemieckich korpusów armijnych i odrzuceniu ich za granicę. Tego dnia, gen. Litwinow wydał rozkaz, nakazujący energiczne ściganie rozbitego przeciwnika. Jednak pościgu nie zorganizowano. Oddziały kawalerii, ze składu korpusów syberyjskich, mogące szybkim manewrem zagrozić odwrotowi Niemców, nie otrzymały konkretnych zadań i pozostały na zajmowanych pozycjach. To pozwoliło Niemcom oderwać się od wojsk rosyjskich i zorganizować planowy odwrót w kierunku północno-zachodnim. II Korpus Syberyjski powoli podążał za odchodzącym I Korpusem Rezerwowym a I Korpus Syberyjski przemieszczał się wzdłuż pozycji I Korpusu Turkiestańskiego, spowodowało to przemieszanie się oddziałów obu korpusów. Kawaleria rosyjska przydzielona korpusom syberyjskim nadal była bezczynna i odchodziła na tyły. Nowo przybyły I Korpus Kawalerii nie wziął udziału w pościgu za Niemcami.

## Próby przerwania frontu (7–26 marca)
Po odbiciu miasta przez Rosjan, Niemcy po uprzednim wzmocnieniu wojsk i ściągnięciu posiłków postanowili ponownie uderzyć na Przasnysz. Rosjanie również planowali już wzmocnionymi siłami zajęcie części Prus Wschodnich, lecz 7 marca zostali uprzedzeni przez Niemców kontruderzeniem przeprowadzonym Korpusem Morgena na obszarze między Czernicami Borowymi, Krzynowłogą Małą i Jednorożcem, na wschód od Mławy. Następnego dnia wojska niemieckie, w czasie silnych opadów, powoli posuwały się do przodu i 1 Dywizja Rezerwowa dotarła do rzeczki Ulatówki biorąc 2 tysiące jeńców. W dwa dni oddziały rosyjskie zostały zepchnięte na 5 kilometrów od Przasnysza.

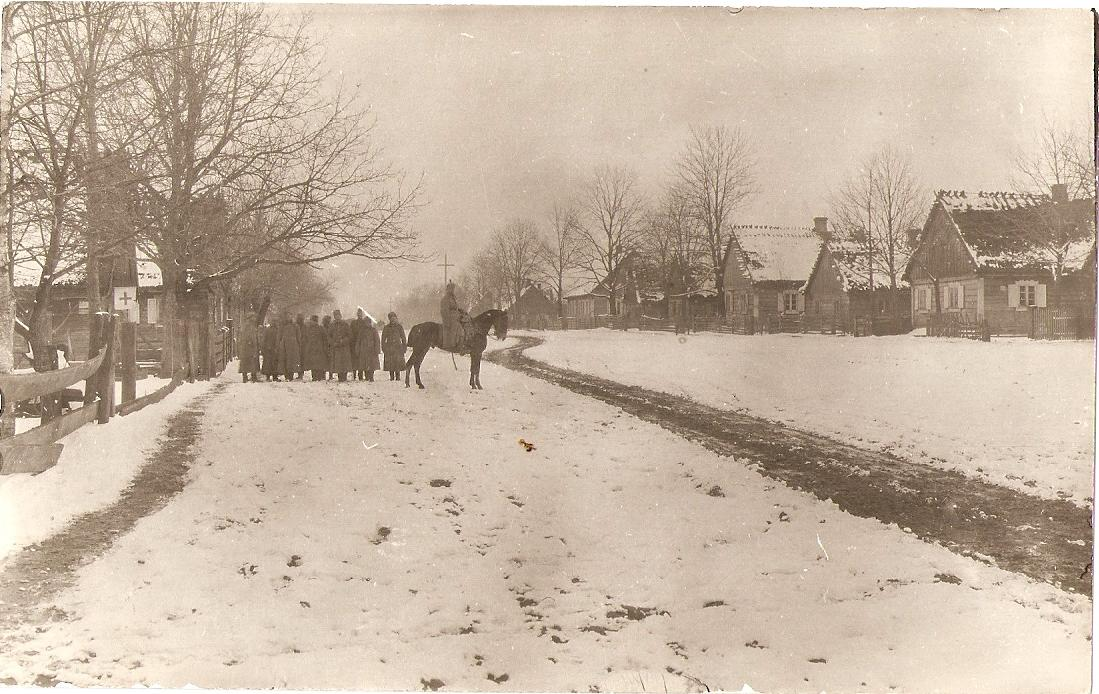
Wojska niemieckie w Olszewce pod Przasnyszem 1915 r. Zb. Mirosław Krejpowicz

13 marca wojska rosyjskie wzmocnione posiłkami świeżych oddziałów wyparły Niemców na pozycje główne. Wojska niemieckie widząc, że dalsze ataki na Rosjan nie mają sensu zaczęły umacniać swoje pozycje znajdujące się przy dawnej granicy między zaborami. Rozkazem Stawki, 12 Armia miała przeprowadzić niewielkie uderzenia między Orzycem a Biebrzą, I Armia miała atakować korpusami na swojej prawej flance nowe niemieckie pozycje aby zająć dogodne do obrony miejsca. Rosjanie nacierali na pozycje niemieckie, lecz bez powodzenia i przy ciężkich stratach. Kolejne rosyjskie ataki nie powiodły się, wyczerpanie resztek rezerw i nadejście roztopów spowodowało zakończenie ataków. Walki na tym odcinku frontu zamieniły się w pozycyjne i od końca marca praktycznie zamarły.

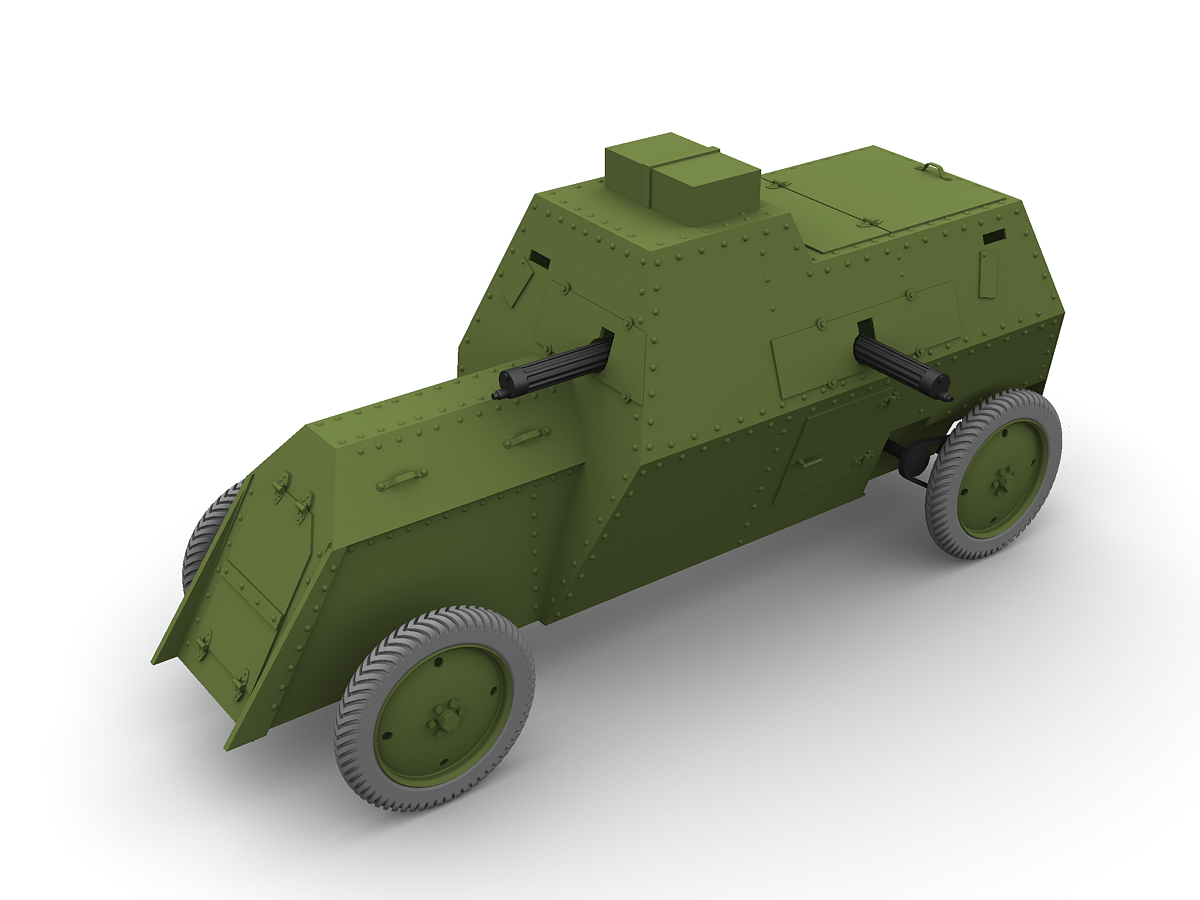
Samochód pancerny Russo-Bałt Używany w walkach przasnyskich

W bitwie przasnyskiej Rosjanie dokonali pierwszego w historii przełamania linii obronnych za pomocą oddziału pancernego z 4 pojazdami typu „Russo-Bałt” uzbrojonymi w karabin maszynowy i jednego pojazdu pancernego typu „Mannesmann-Mulag” z działem kalibru 47 mm. tracąc trzy sztuki, jednakże dwa pozostałe przedarły się przez niemiecką obronę i razem z piechotą przełamały front odcinając odwrót niemieckich oddziałów. Rosjanie używali także traktorów amerykańskich jako ciągników artyleryjskich.

## Skutki

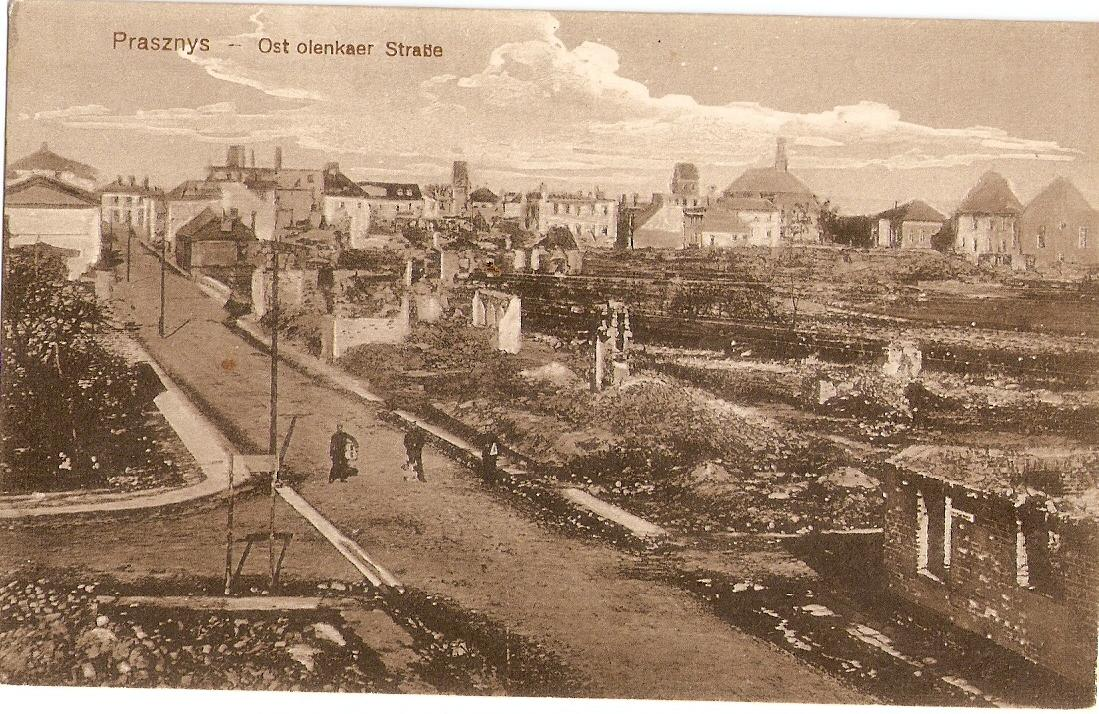
Przasnysz, ruiny miasta w wyniku walk 1915 r. Zb. Mirosław Krejpowicz

Walki lutowe zamieniły okoliczne wioski w zgliszcza, zabudowa Przasnysza we wszystkich bitwach odniosła 70%, a na wsiach 80% zniszczeń, tysiące ludzi straciło życie bądź zostało okaleczonych a rezultat militarny został nieosiągnięty. Niemcy nie zdołali zabezpieczyć linii Mława-Przasnysz-Pisz ani wyjść na linię Narwi. Wojska niemieckie jak na warunki frontu wschodniego poniosły duże straty w ludziach, sprzęcie i straciły sztandar pułkowy. Gen. von Morgen określił działania przasnyskie jako najbardziej trzymające w napięciu z wszystkich w jakich brał udział w czasie wojny. Rosjanie mimo zwycięstwa nie zdołali rozbić wojsk niemieckich ani zagrozić Prusom Wschodnim, jedynie zdobyli sukces propagandowy rozpowszechniając wzięcie do niewoli 14 tysięcy jeńców niemieckich pod Przasnyszem, wynikiem tego gazety państw Ententy określały bitwę przasnyską jako „Marnę frontu wschodniego”. Po ciężkich walkach pod Przasnyszem i doszczętnym rozbiciu XX Korpusu na Mazurach Stawka zrezygnowała z pochodu na Berlin przez Prusy Wschodnie. Najwięcej skorzystali na bitwie przasnyskiej Francuzi i Anglicy, ponieważ Niemcy skierowali cztery korpusy z frontu zachodniego na wschodni.

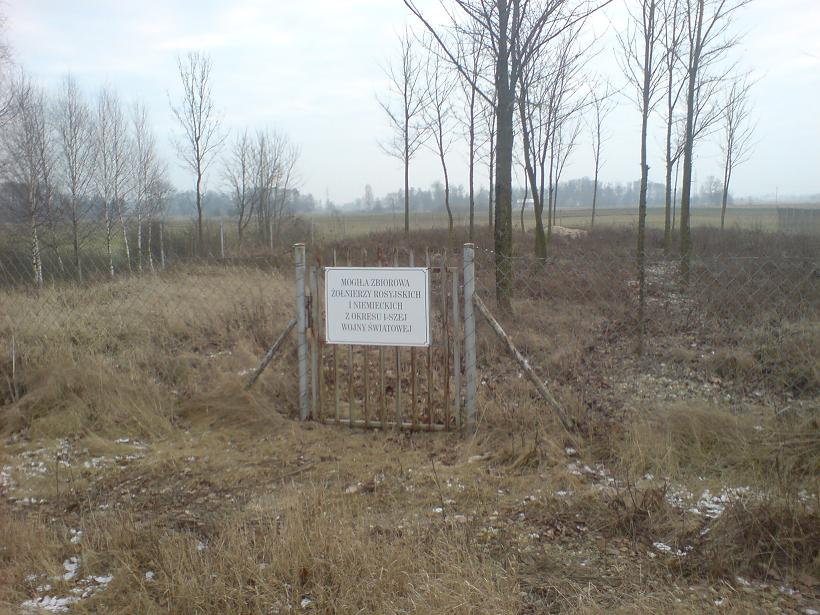
Cmentarz żołnierzy rosyjskich i niemieckich w Bartnikach z I wojny światowej (czasy współczesne)

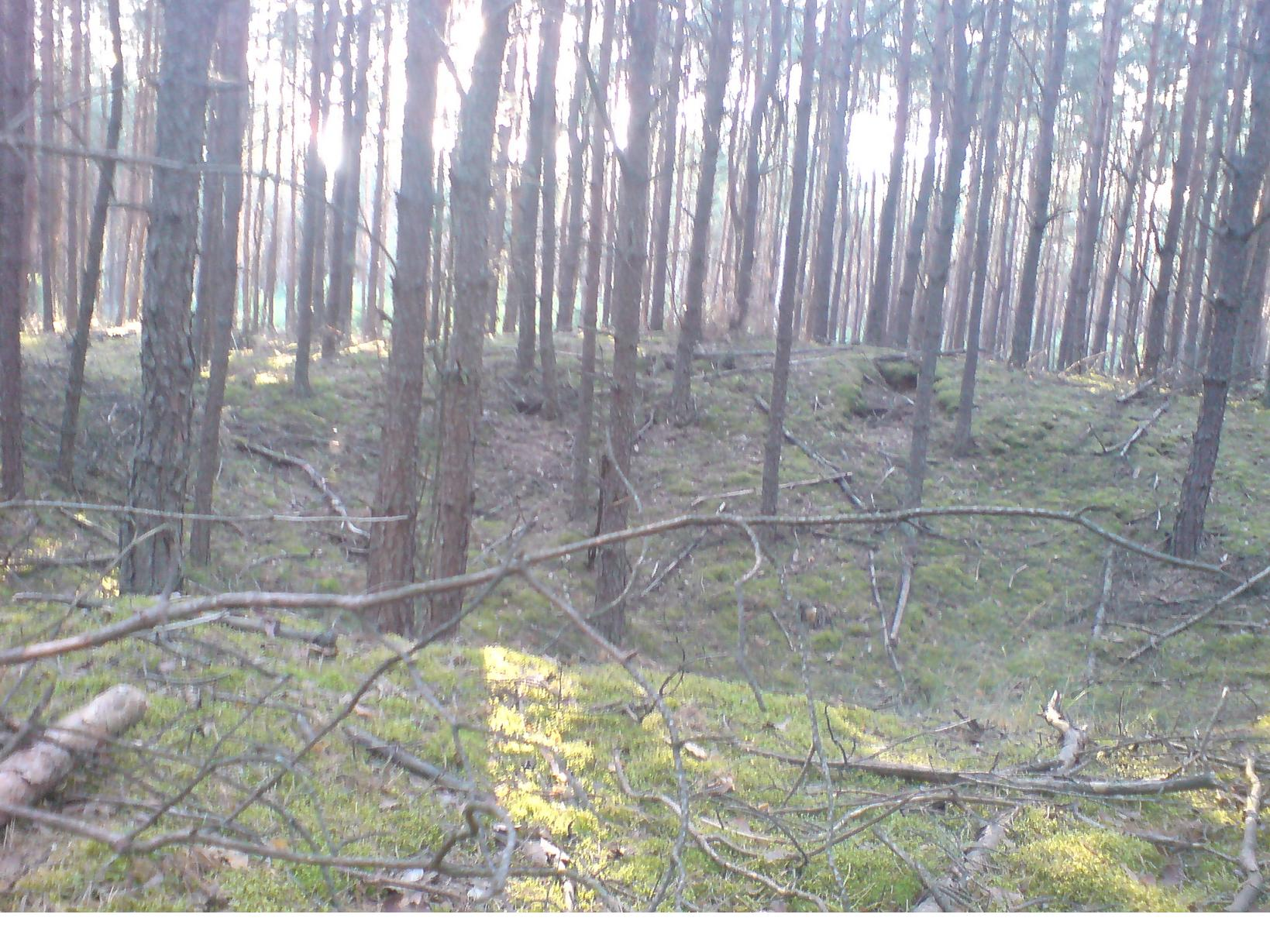
Lej po wybuchu pocisku dużego kalibru z I wojny światowej w Oględzie (czasy współczesne)

Zarysy po walkach pozostały do dzisiaj w postaci cmentarzy takich jak np. w Przasnyszu, Jednorożcu, Bartnikach i wielu innych miejscowościach, czy okopów np. w Oględzie. Wydarzenia te zostały opisane też przez naocznego świadka ks. Józefa Piekuta:

Ale jakby piorun z pogodnego nieba uderzył, rozchodzi się wieść, że wojska rosyjskie odstępują, władze uciekają, wojska pod Przasnyszem się okopują... Uderzają Niemcy, ale zostają odparci, po pięciokroć uderzają Rosjanie, ale bez skutku, rannych tylko tysiące... walka trwa tylko coraz słabsza, pociski tylko ciężkiego kalibru od czasu do czasu padają do miasta i czynią spustoszenie wielkie.

W bitwie przasnyskiej brał udział Józef Dowbor-Muśnicki, dowodząc 14 Pułkiem Strzelców Syberyjskich. W czasie przeprawy przez Orzyc we wsi Stary Podoś został ciężko ranny i wyjechał na leczenie do Moskwy. Za bohaterską postawę w czasie bitwy został odznaczony przez Anglików Orderem Łaźni.